# 천하장사 씨름대회
천하장사 씨름대회(天下壯士씨름大會)는 한국씨름연맹에서 주최 프로 씨름대회이다. 제5공화국의 3S 정책 장려 정책의 일환으로 1983년 첫 대회가 열린 후 2004년 마지막 대회까지 총 42회의 대회가 열렸다. 모든 경기는 KBS에서 생중계 방송하였다.

## 역사
2005년부터는 체급별 장사 대회만 치러졌다. 프로팀의 해체가 가속화되어 실업팀, 지자체팀을 받아들여 민속씨름대회로 이어나갔다. 그러나 한국씨름연맹과 대한씨름협회의 불협화음문제로 KBS 방송 중계가 중단되고, 대회 운영도 어렵게 되었다. 현재는 대한씨름협회 민속씨름위원회가 주관하는 민속씨름위원회 전국장사씨름대회로 운영되고 있다. 역시 체급별 장사 대회만 치러진다.

## 체급
- 천하장사전 - 무제한
- 백두장사전 - 100.1kg 이상
- 한라장사전 - 90.1kg 이상 100kg 이하
- 금강장사전 - 80.1kg 이상 90kg 이하
- 태백장사전 - 80kg 이하
- 단체전

## 역대 천하장사
| 대 | 천하장사 | 씨름단       | 경기일           | 경기장                    |
| -- | -------- | ------------ | ---------------- | ------------------------- |
| 1  | 이만기   | 경남대학교   | 1983년 4월 17일  | 서울 장충체육관           |
| 2  | 이만기   | 경남대학교   | 1983년 10월 3일  | 서울 장충체육관           |
| 3  | 장지영   | 인하대학교   | 1984년 3월 8일   | 서울 장충체육관           |
| 4  | 이만기   | 경남대학교   | 1984년 6월 5일   | 서울 장충체육관           |
| 5  | 이준희   | 일양약품     | 1984년 9월 13일  | 서울 장충체육관           |
| 6  | 이만기   | 경남대학교   | 1985년 3월 18일  | 서울 장충체육관           |
| 7  | 이만기   | 경남대학교   | 1985년 6월 26일  | 전주 실내체육관           |
| 8  | 이준희   | 일양약품     | 1985년 10월 4일  | 서울 잠실체육관           |
| 9  | 이만기   | 현대중공업   | 1986년 3월 2일   | 부산 사직실내체육관       |
| 10 | 이봉걸   | 럭키금성     | 1986년 6월 8일   | 대구 실내체육관           |
| 11 | 이만기   | 현대중공업   | 1986년 9월 11일  | 서울 장충체육관           |
| 12 | 이봉걸   | 럭키금성     | 1987년 3월 16일  | 부산 사직실내체육관       |
| 13 | 이준희   | 일양약품     | 1987년 10월 26일 | 부산 사직실내체육관       |
| 14 | 이만기   | 현대중공업   | 1988년 5월 25일  | 부산 KBS부산방송국        |
| 15 | 이만기   | 현대중공업   | 1988년 10월 10일 | 수원 실내체육관           |
| 16 | 이만기   | 현대중공업   | 1989년 3월 12일  | 대전 충무체육관           |
| 17 | 김칠규   | 현대중공업   | 1989년 9월 12일  | 서울 잠실체육관           |
| 18 | 강호동   | 일양약품     | 1990년 3월 12일  | 성남 실내체육관           |
| 19 | 강호동   | 일양약품     | 1990년 7월 17일  | 춘천 실내체육관           |
| 20 | 강호동   | 일양약품     | 1990년 10월 29일 | 인천 실내체육관           |
| 21 | 황대웅   | 삼익가구     | 1991년 3월 25일  | 부산 구덕체육관           |
| 22 | 황대웅   | 삼익가구     | 1991년 6월 24일  | 이리 원광대학교체육관     |
| 23 | 강호동   | 일양약품     | 1991년 9월 24일  | 대구 실내체육관           |
| 24 | 강호동   | 일양약품     | 1992년 3월 23일  | 서울 장충체육관           |
| 25 | 임용제   | 부산조흥금고 | 1992년 6월 29일  | 전주 실내체육관           |
| 26 | 김정필   | 부산조흥금고 | 1992년 9월 13일  | 부산 사직실내체육관       |
| 27 | 김정필   | 부산조흥금고 | 1993년 3월 21일  | 부산 사직실내체육관       |
| 28 | 백승일   | 청구         | 1993년 7월 5일   | 춘천 실내체육관           |
| 29 | 백승일   | 청구         | 1993년 10월 3일  | 대구 실내체육관           |
| 30 | 신봉민   | 현대중공업   | 1994년 3월 14일  | 청주 실내체육관           |
| 31 | 백승일   | 청구         | 1994년 6월 19일  | 전주 실내체육관           |
| 32 | 이태현   | 청구         | 1994년 9월 21일  | 부산 사직실내체육관       |
| 33 | 김경수   | LG투자증권   | 1995년 11월 21일 | 서울 장충체육관           |
| 34 | 김경수   | LG투자증권   | 1996년 11월 25일 | 제주 한라체육관           |
| 35 | 신봉민   | 현대중공업   | 1997년 9월 18일  | 부산 사직실내체육관       |
| 36 | 김영현   | LG투자증권   | 1998년 11월 29일 | 영천 실내체육관           |
| 37 | 김영현   | LG투자증권   | 1999년 11월 27일 | 인천 인천전문대학교체육관 |
| 38 | 이태현   | 현대중공업   | 2000년 12월 10일 | 안양 실내체육관           |
| 39 | 황규연   | 신창건설     | 2001년 12월 16일 | 울산 동천체육관           |
| 40 | 이태현   | 현대중공업   | 2002년 11월 24일 | 구미 박정희체육관         |
| 41 | 최홍만   | LG투자증권   | 2003년 12월 14일 | 인천 도원체육관           |
| 42 | 김영현   | 신창건설     | 2004년 12월 5일  | 구미 박정희체육관         |

## 같이 보기
- 민속씨름대회
- 민속씨름위원회 전국장사씨름대회